# Astragalus berytheus
Astragalus berytheus är en ärtväxtart som beskrevs av Pierre Edmond Boissier och C.I.Blanche. Astragalus berytheus ingår i släktet vedlar, och familjen ärtväxter. Inga underarter finns listade i Catalogue of Life.

## Bildgalleri

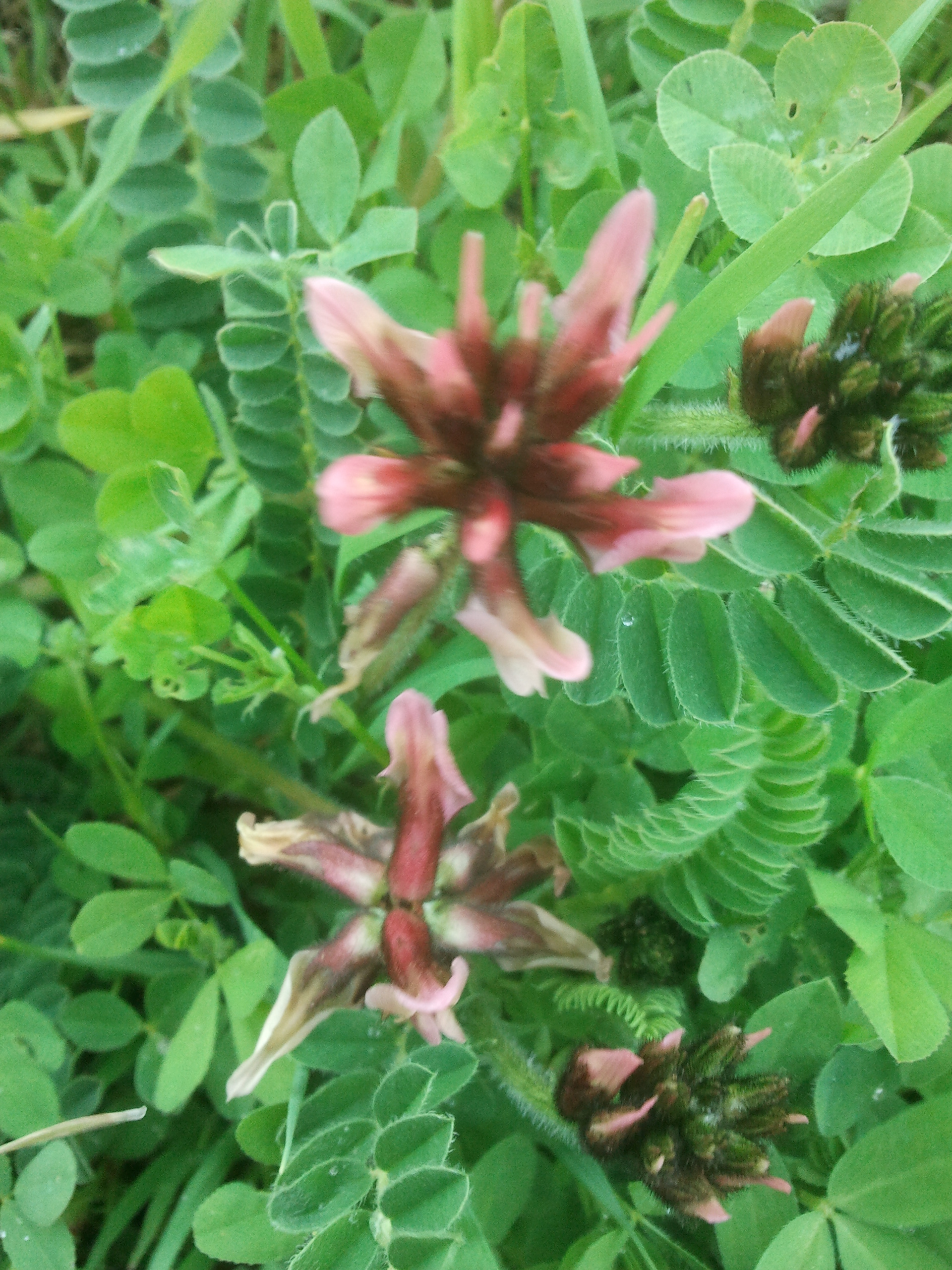
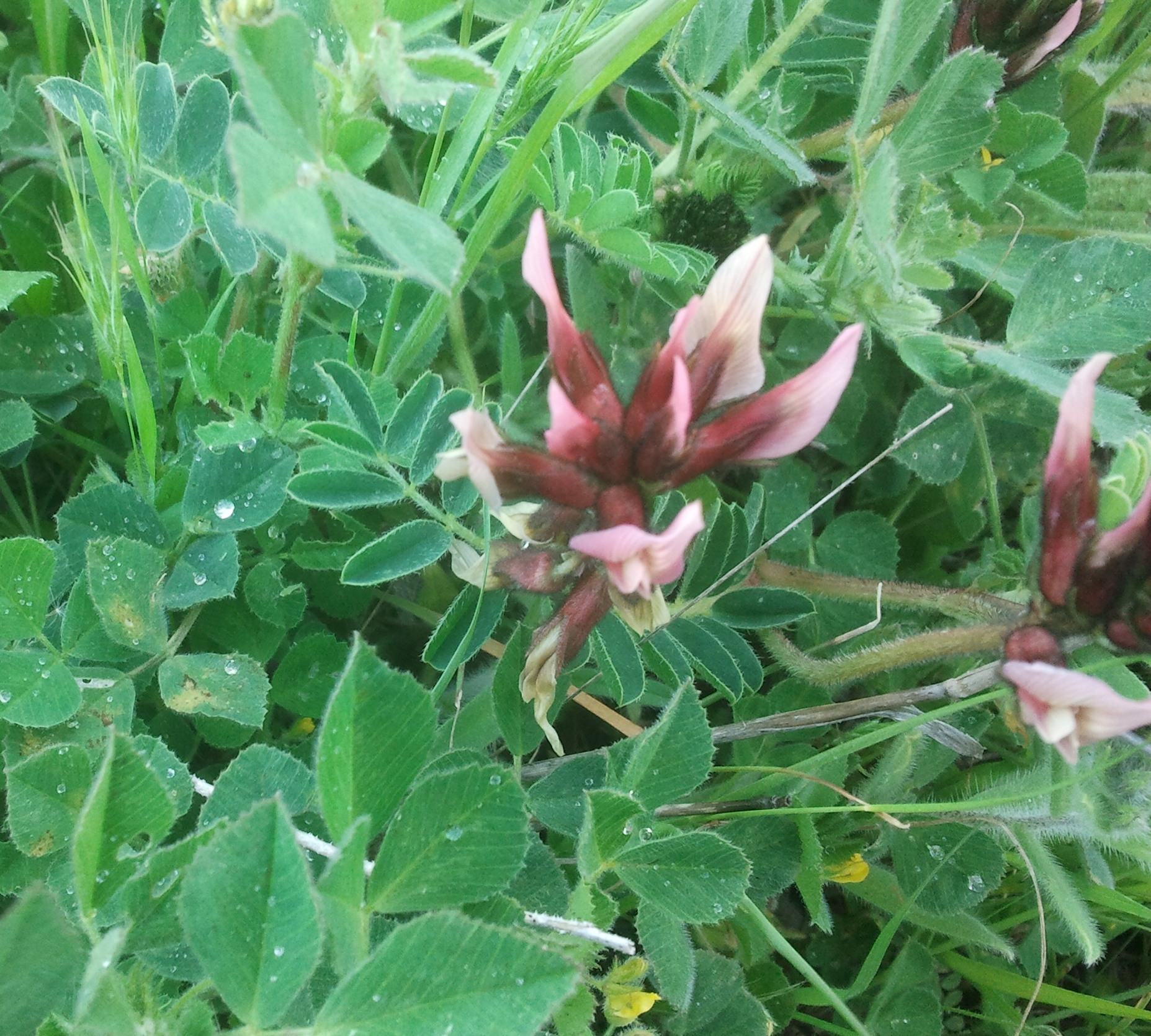